# Calliergon cordifolium
Calliergon cordifolium (deutsch Herzblättriges Schönmoos) ist eine Laubmoos-Art aus der Familie Calliergonaceae.

## Merkmale
Die Art bildet mit ihren mittelgroßen Pflanzen gelblich grüne bis grüne, weiche, meist lockere Rasen. Die niederliegenden bis aufrechten Stämmchen sind oft etwa 10 (maximal bis 20) Zentimeter lang und unregelmäßig verzweigt. Die locker gestellten, aufrecht abstehenden bis spreizenden, an der Stämmchenspitze anliegenden Stämmchenblätter sind hohl, länglich herzförmig, ihre Spitze abgerundet kapuzenförmig. Die einfache Blattrippe endet in der Blattspitze. Die Astblätter sind kleiner, schmäler und stärker zugespitzt.
Die Zellen der Blattmitte sind linealisch wurmförmig, an den Rändern schmäler, an der Basis allmählich breiter und kürzer. Blattflügelzellen sind quadratisch bis rechteckig, hyalin, kaum bis mäßig aufgeblasen und von den darüberliegenden Zellen meist nicht scharf abgesetzt und reichen meist bis zur Rippe.
Calliergon cordifolium ist autözisch (Antheridien und Archegonien an verschiedenen Ästen an derselben Pflanze). Die rote Seta ist bis 8 Zentimeter lang. Die Sporenkapsel ist breit elliptisch und hochrückig, entleert unter der Mündung eingeschnürt. Der Kapseldeckel ist kurz kegelig mit spitzer Warze. Sporen sind 10 bis 16 Mikrometer groß und fein papillös.

## Standortansprüche
Das Herzblättrige Schönmoos wächst an lichten bis schattigen, nassen bis sehr nassen, mesotrophen bis eutrophen, basenreichen, kalkfreien bis kalkarmen Standorten, besonders in Niedermooren, Moortümpeln, Verlandungszonen, Gräben und Torfstichen oder Bruchwäldern. Häufige Begleitmoose sind unter anderen Calliergonella cuspidata, Drepanocladus aduncus, Plagiothecium ruthei oder Sphagnum squarrosum.

## Verbreitung
In Deutschland, Österreich und der Schweiz ist die Art je nach geeigneten Standorten mäßig häufig bis selten oder fehlend; hier kommt sie von der Ebene bis in mittlere Gebirgslagen vor. Darüber hinaus ist sie über die nördliche Hemisphäre verbreitet; weitere Vorkommen gibt es auf Neuseeland.